# Emivita (fisica)
     Elemento con almeno un isotopo stabile
     Elemento radioattivo con isotopi che possiedono tempi di dimezzamento molto lunghi. Emivita di oltre un milione di anni, radioattività nulla o trascurabile
     Elemento radioattivo con isotopi che possono causare modesti pericoli per la salute. Emivita fra 800 e 34 000 anni, radioattività paragonabile con i livelli naturali
     Elemento radioattivo con isotopi che possono causare elevati pericoli per la salute. Emivita compresa fra 1 giorno e 103 anni, livelli di radioattività pericolosi
     Elemento con isotopi altamente radioattivi, emivita fra svariati minuti ed un giorno
     Elemento con isotopi estremamente radioattivi, l'isotopo più stabile ha un'emivita inferiore ad alcuni minuti. La conoscenza di questi elementi è molto limitata a causa della loro estrema instabilità e alta radioattività.

Tavola periodica colorata in base alla radioattività dell'isotopo maggiormente stabile.
Elemento con almeno un isotopo stabile
Elemento radioattivo con isotopi che possiedono tempi di dimezzamento molto lunghi. Emivita di oltre un milione di anni, radioattività nulla o trascurabile
Elemento radioattivo con isotopi che possono causare modesti pericoli per la salute. Emivita fra 800 e 34000 anni, radioattività paragonabile con i livelli naturali
Elemento radioattivo con isotopi che possono causare elevati pericoli per la salute. Emivita compresa fra 1 giorno e 103 anni, livelli di radioattività pericolosi
Elemento con isotopi altamente radioattivi, emivita fra svariati minuti ed un giorno
Elemento con isotopi estremamente radioattivi, l'isotopo più stabile ha un'emivita inferiore ad alcuni minuti. La conoscenza di questi elementi è molto limitata a causa della loro estrema instabilità e alta radioattività.

In ambito di fisica nucleare, l'emivita o tempo di dimezzamento è il periodo di tempo occorrente affinché una data quantità di un elemento radioattivo, o comunque di particelle soggette a decadimento, si riduca alla metà della quantità iniziale: trascorso questo lasso di tempo, metà degli atomi (o particelle) radioattivi inizialmente presenti saranno decaduti e metà resteranno ancora intatti.
Tale quantità, indicata con T1/2, è un tempo caratteristico del processo di decadimento e dipende solo dalla natura della specie radioattiva e la caratterizza: per questo viene usata per descrivere la rapidità del processo di decadimento di quella specie. A tale scopo si può usare indifferentemente anche la vita media, indicata con la lettera greca τ, o con T1/e, che è una quantità ad essa proporzionale (T1/2 = τ · ln2) e corrisponde infatti al periodo richiesto perché un campione puro si riduca ad una quantità pari a 1/e di quella iniziale: circa il 36,8%; il suo inverso è la costante di decadimento, indicata con λ: λ = 1/τ.
L'emivita di qualsiasi specie radioattiva, atomica o particellare, non dipende dalla quantità iniziale, in quanto in natura il processo di decadimento è descritto dalla  funzione matematica nota come andamento esponenziale negativo: si tratta cioè di una cinetica del primo ordine, che ricorre anche in chimica (leggi cinetiche del primo ordine) e in diversi altri ambiti delle scienze naturali.
L'emivita è un indice, seppure grossolano, della stabilità di un isotopo: più breve è l'emivita, meno stabile è l'atomo. Il decadimento di un atomo viene detto spontaneo in quanto è un fenomeno che avviene naturalmente. Trattasi di un evento stocastico, per cui non si può predire quando un determinato atomo decadrà, ma è possibile determinare la probabilità di decadimento, di cui l'emivita è espressione.

## Descrizione
Tutti gli atomi di una data sostanza radioattiva hanno la stessa probabilità di disintegrarsi in un dato lasso di tempo, di modo che un campione apprezzabile di materiale radioattivo, contenente milioni di atomi, subisca un cambiamento o una disintegrazione, con un tasso costante. Questo tasso con cui il materiale si trasforma è espresso in termini di emivita e cioè come il tempo richiesto per la disintegrazione di metà degli atomi inizialmente presenti. Questo tempo è costante per ogni dato isotopo.
L'emivita dei materiali radioattivi varia da frazioni di secondo per i più instabili, fino a miliardi di anni per quelli che sono solo leggermente instabili. Il decadimento si dice avvenga da un nucleo genitore che produce un nucleo figlio. Il decadimento può produrre particelle alfa, particelle beta e neutrini. Raggi gamma possono essere prodotti al termine della diseccitazione del nucleo, ma questo avviene solo dopo che il decadimento alfa o beta hanno avuto luogo.
Il decadimento radioattivo dà luogo ad una perdita di massa, che viene convertita in energia (energia di decadimento) secondo la formula E = mc2. Spesso il nuclide figlio è anch'esso radioattivo, e così via lungo una linea di varie generazioni successive di nuclei, fino al raggiungimento di un nucleo stabile. Nella tabella seguente sono mostrate le tre serie di decadimento riscontrabili in natura:
| Serie   | Isotopo di partenza | Emivita                | Isotopo stabile finale |
| ------- | ------------------- | ---------------------- | ---------------------- |
| —       | carbonio-14         | 5 708 anni             | azoto-14               |
| —       | potassio-40         | 1,248 miliardi di anni | argon-40               |
| radio   | uranio-238          | 4,47 miliardi di anni  | piombo-206             |
| attinio | uranio-235          | 0,704 miliardi di anni | piombo-207             |
| torio   | torio-232           | 14,1 miliardi di anni  | piombo-208             |

Nota: esistono altri isotopi radioattivi naturali, come il carbonio-14, che non fanno parte di una serie.

## Spiegazione matematica
Il tempo di decadimento considera la legge di decadimento elementare, che corrisponde ad un andamento nel tempo della densità di numero (in un punto del materiale) di tipo esponenziale negativo:
{\displaystyle n(t)=n_{0}e^{-\lambda t}}
dove λ è detta costante di decadimento o di disintegrazione, che dipende dal tipo di decadimento e dalla specie nucleare considerata, ma non è influenzata né da agenti fisici come la temperatura, né dalla popolazione di atomi presenti, dato che ogni decadimento è un processo indipendente.
Definendo {\displaystyle T_{1/2}} il tempo in cui {\displaystyle n_{0}} si dimezza, si pone:
{\displaystyle n(T_{1/2})=n_{0}e^{-\lambda \,T_{1/2}}={\frac {n_{0}}{2}}}
Esplicitando {\displaystyle T_{1/2}} si ottiene l'espressione del rapporto tra emivita (costante del logaritmo in base 2) e costante di decadimento (naturale: del logaritmo in base e):
{\displaystyle T_{1/2}={\frac {\ln 2}{\lambda }}=\tau \,\,\ln 2}
ovvero, sostituendo il valore approssimato a tre cifre significative del logaritmo naturale di 2:
{\displaystyle T_{1/2}=69.3\%\,\,\tau }
In altri termini, con buona approssimazione, la costante di decadimento (naturale) è un po' meno di una volta e mezzo il tempo di dimezzamento:
{\displaystyle \tau \approx 1.44\,\,T_{1/2}}